# Neorcarnegia
Neorcarnegia is een geslacht van vlinders van de familie nachtpauwogen (Saturniidae), uit de onderfamilie Ceratocampinae.

## Soorten
- N. basirei (Schaus, 1892)
- N. bispinosa Naumann, 2006